# Architettura cinese
Con architettura cinese ci si riferisce a uno stile architettonico che ha preso forma in Asia orientale nel corso dei secoli. I principi strutturali dell'architettura cinese sono rimasti tendenzialmente invariati, mentre si sono evoluti i dettagli decorativi. A partire dalla dinastia Tang, l'architettura cinese ha avuto una pesante influenza su quelle giapponesi, coreane e vietnamite.
Questa voce si occupa dell'architettura tradizionale cinese, prima dell'occidentalizzazione delle costruzioni iniziata nel XX secolo. Durante il XX secolo alcuni architetti cinesi, educati in occidente, hanno tentato - con risultati non sempre ottimali - di combinare i caratteri tradizionali cinesi in edifici moderni. Il pressante sviluppo urbano contemporaneo richiede velocità di costruzione e un'elevata densità abitativa, che mal si accordano con le tradizionali costruzioni, non superanti i tre piani, abbandonate quindi in favore di edifici moderni. Ciononostante, le tecniche tradizionali sono ancora ampiamente usate nella costruzione di architetture vernacolari nelle aree rurali. Esistono alcune caratteristiche comuni a buona parte dell'architettura cinese, quale che sia la regione o l'uso.

## Caratteristiche

### Linee generali
Nelle costruzioni civili tradizionali cinesi caratteristica è la torre che si eleva su diversi piani formati da terrazzi che sostengono un tetto sensibilmente incurvato all'insù al quale vengono appesi campanelli. Le pareti esterne sono solitamente ricoperte di formelle in porcellana variopinta. I templi, o pagode, sono usualmente di piccole dimensioni e coperti da tetti acuminati decorati da figure intagliate di draghi, tigri e altri animali. Le colonne sono rastremate, in legno con base in pietra o marmo e senza capitello; la parte superiore del fusto è traforata da travi in legno e piccole mensole, spesso ornate di intagli in avorio, metallo o madreperla.

### Enfasi orizzontale

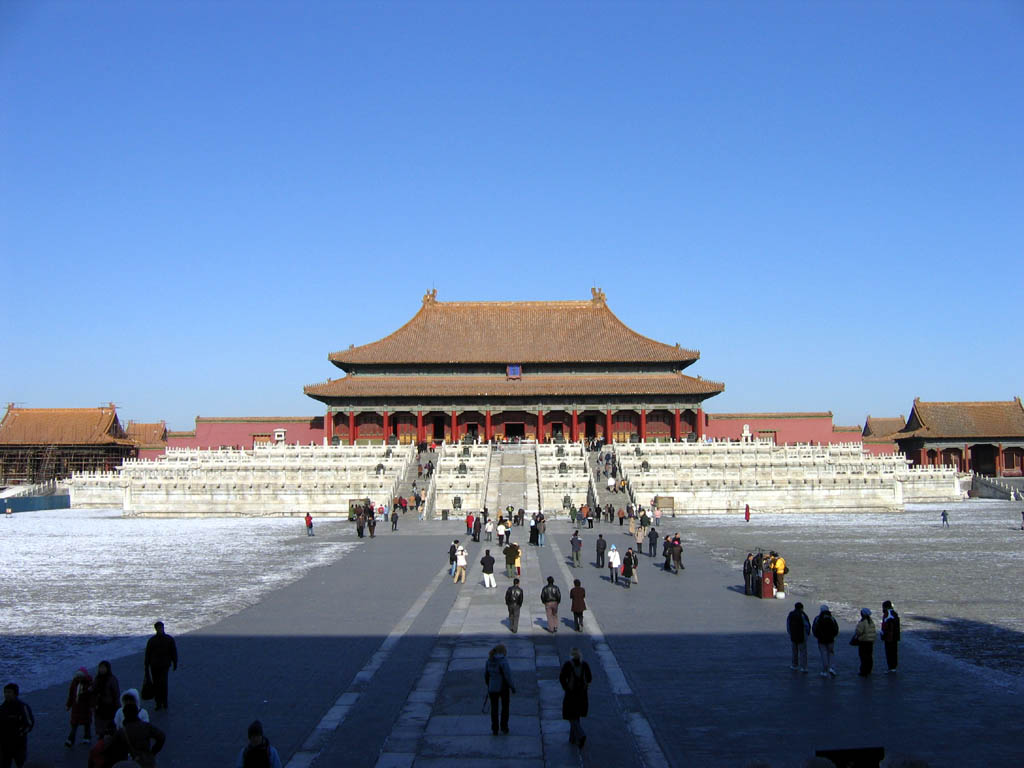
La città proibita, a Pechino, uno dei simboli dell'architettura cinese.

La più importante caratteristica architettonica cinese tradizionale è certamente l'enfasi dell'asse orizzontale, in particolare la costruzione edilizia partendo da una piattaforma pesante con un grande tetto che galleggia su essa, con le pareti verticali poco evidenziate. Ciò contrasta evidentemente con l'architettura occidentale, che tende invece a svilupparsi in altezza e profondità. L'architettura orizzontale pone l'accento sull'impatto visivo dato dalla larghezza degli edifici. I padiglioni e palazzi nella città proibita, ad esempio, hanno coperture piuttosto basse se confrontate con edifici con funzioni equivalenti in Occidente, ma le loro apparenze esterne suggeriscono la natura onnicomprensiva della Cina imperiale. Un altro classico esempio è il Palazzo Mukden di Shenyang, in Manciuria, residenza imperiale della Dinastia Qing (1616-1910).
Alcune idee architettoniche cinesi trovarono interessanti sviluppi anche nell'edilizia occidentale moderna, ad esempio attraverso l'opera di architetti come Jørn Utzon.

### Enfasi verticale

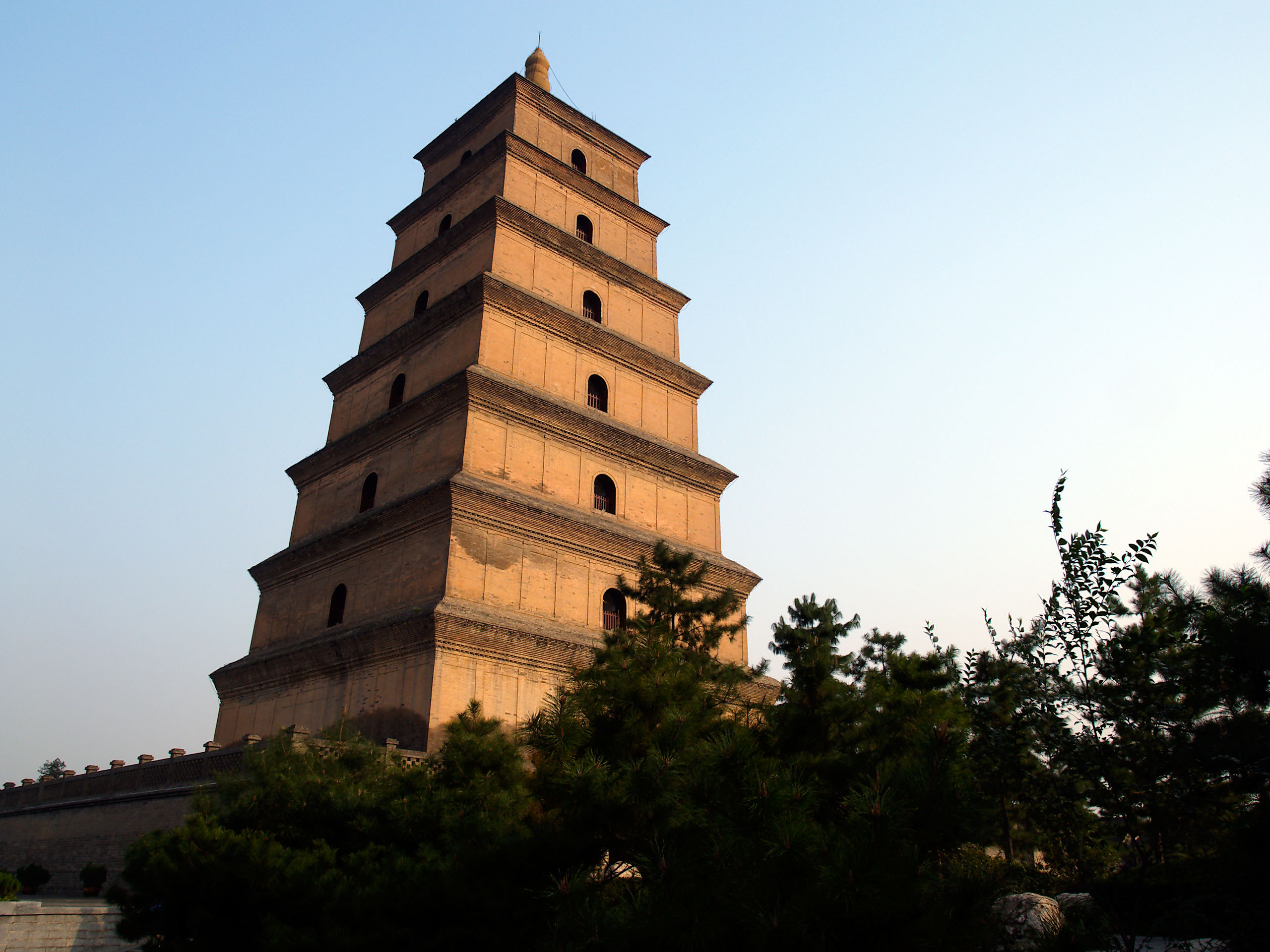
La Pagoda della Grande Oca Selvatica, costruita nel 652.

Le costruzioni cinesi tradizionali sviluppatesi verso l'alto trovano spazio nelle note pagode, specie di torri principalmente costruite a scopi religiosi (Buddhismo), naturale sviluppo degli antichi stupa indiani dedicati alla conservazione di reliquie. Tuttavia le pagode cinesi sono tanto belle quanto relativamente poche, se contate su tutto il territorio cinese.
Le prime pagode esistenti furono costruite interamente in legno e risalgono al II secolo, concentrate soprattutto nelle Cina centro-occidentale. Di queste in legno non ne esistono dei resti concreti (la pagoda interamente in legno più antica pervenutaci è dell'XI secolo, nel Tempio Fogong nella zona Ying dello Shanxi), ma solo delle raffigurazioni e sculture presenti in alcuni siti archeologici, come ad esempio le Grotte di Yungang o le Grotte di Longmen, con figure di pagode a forma di torri quadrate al massimo di cinque piani, sormontante da uno stupa oppure da guglie circolari. I resti delle pagode più antiche miste legno-mattoni ancor oggi esistenti risalgono invece al VI secolo, relativamente concentrate nella regione dell'Henan, ma queste a pianta ottagonale, parzialmente in mattoni e altezze che raggiungono anche i 40 m. Poi, nel VII secolo, con la dinastia Tang, si diffusero nuovamente le pagode a pianta quadrata, ancor più alte, come la Pagoda della Grande Oca Selvatica, di Xi'an, di 60 metri, per poi ritornare ottagonali dal X secolo circa, soprattutto sotto le dinastie Shang, Yuan e Ming. Classico esempio di questo periodo è la pagoda delle Sei Armonie di Hangzhou, costruita però non a scopi religiosi, ma come faro portuale. A partire poi dalla dinastia Qing - o (etnia) Manciù - del XVI secolo apparvero delle speciali pagode, soprattutto nella Cina settentrionale e Manciuria, dette dagobe, di originaria architettura indiana, a forma di bottiglia panciuta e collo lungo sopra un grande basamento cubico.

### Simmetria architettonica

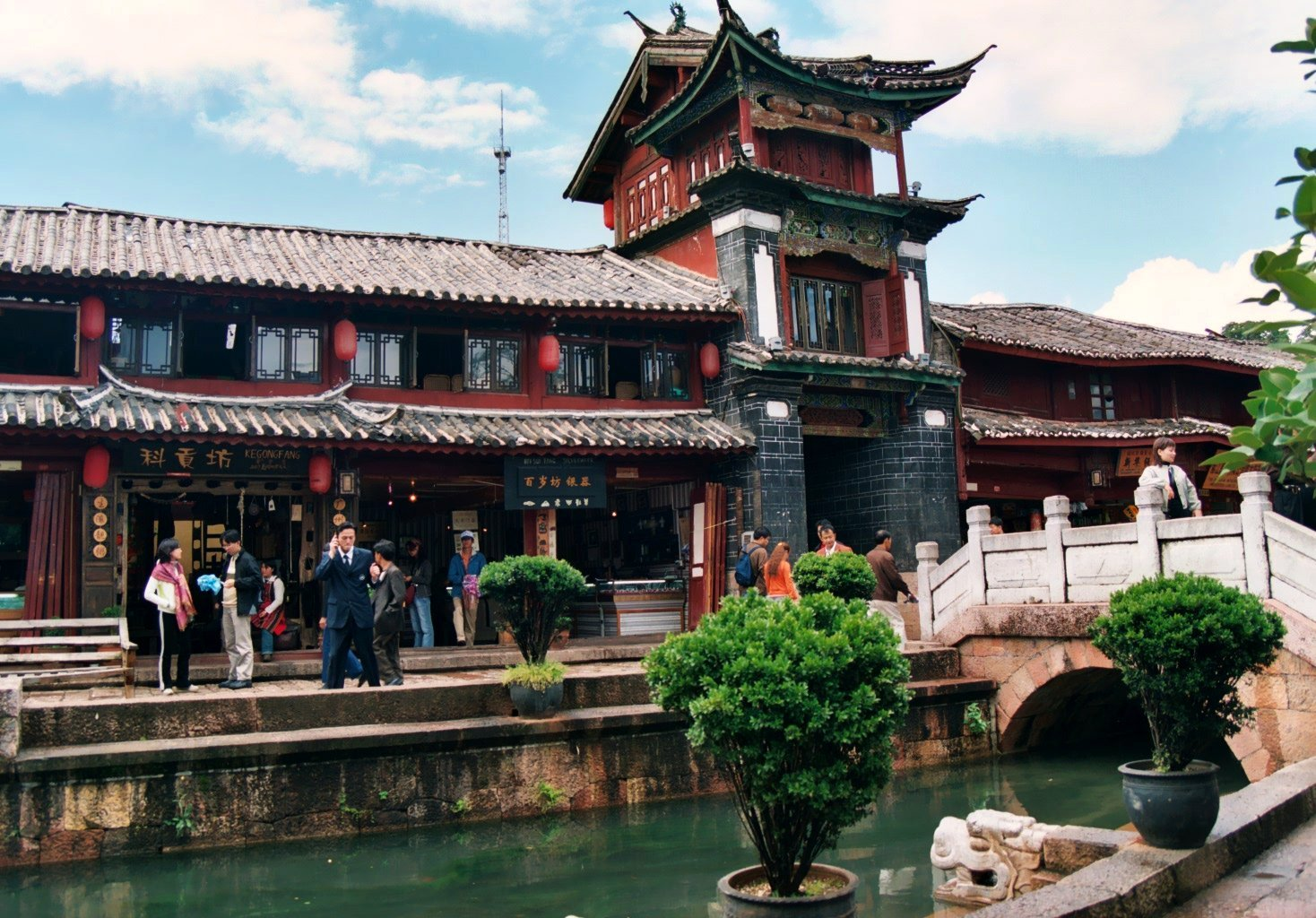
L'antica città di Lijiang, in stile Song/Yuan, nello Yunnan

Un'altra caratteristica importante dell'architettura cinese tradizionale è l'enfasi posta sull'articolazione simmetrica degli edifici, che indica equilibrio spirituale. La simmetria bilaterale si trova ovunque nell'architettura cinese, dai palazzi articolati alle più umili fattorie. Quando possibile, anche i piani di ristrutturazione e di ampliamento di una casa cercavano di mantenere questa simmetria. In contrasto con gli edifici, i giardini cinesi sono la più notevole eccezione alla suddetta regola simmetrica. Il principio alla base della composizione dei giardini è, infatti, la creazione di flussi e l'emulazione della natura, senza porre grande attenzione alla simmetria globale.

### Cortili interni
La pratica architettonica contemporanea occidentale comporta - a differenza di quanto ha sempre fatto in passato - di circondare gli edifici con uno spazio aperto, facente parte della proprietà. Al contrario l'architettura tradizionale cinese, è caratterizzata da edifici o complessi di edifici che occupano l'intera proprietà, racchiudendo gli spazi aperti al loro interno. Questi spazi racchiusi si differenziano in due tipologie principali: il cortile interno (院) e il "pozzo di luce" (天井).
L'uso di corti interne è una caratteristica comune a molti tipi di architetture cinese. Il caso che meglio esemplifica è quello del Siheyuan, costituito da uno spazio vuoto circondato da edifici collegati l'uno all'altro, direttamente o tramite verande.
Anche se i grandi cortili aperti sono meno comuni nelle architetture cinesi meridionali, il concetto di "spazio aperto" circondato da edifici, si ritrova al sud sotto forma di "pozzi di luce". Questa struttura è essenzialmente un piccolo cortile formato dall'intersezione di edifici molto ravvicinati che creano delle piccole aperture verso il cielo attraverso lo spazio lasciato libero tra i tetti.

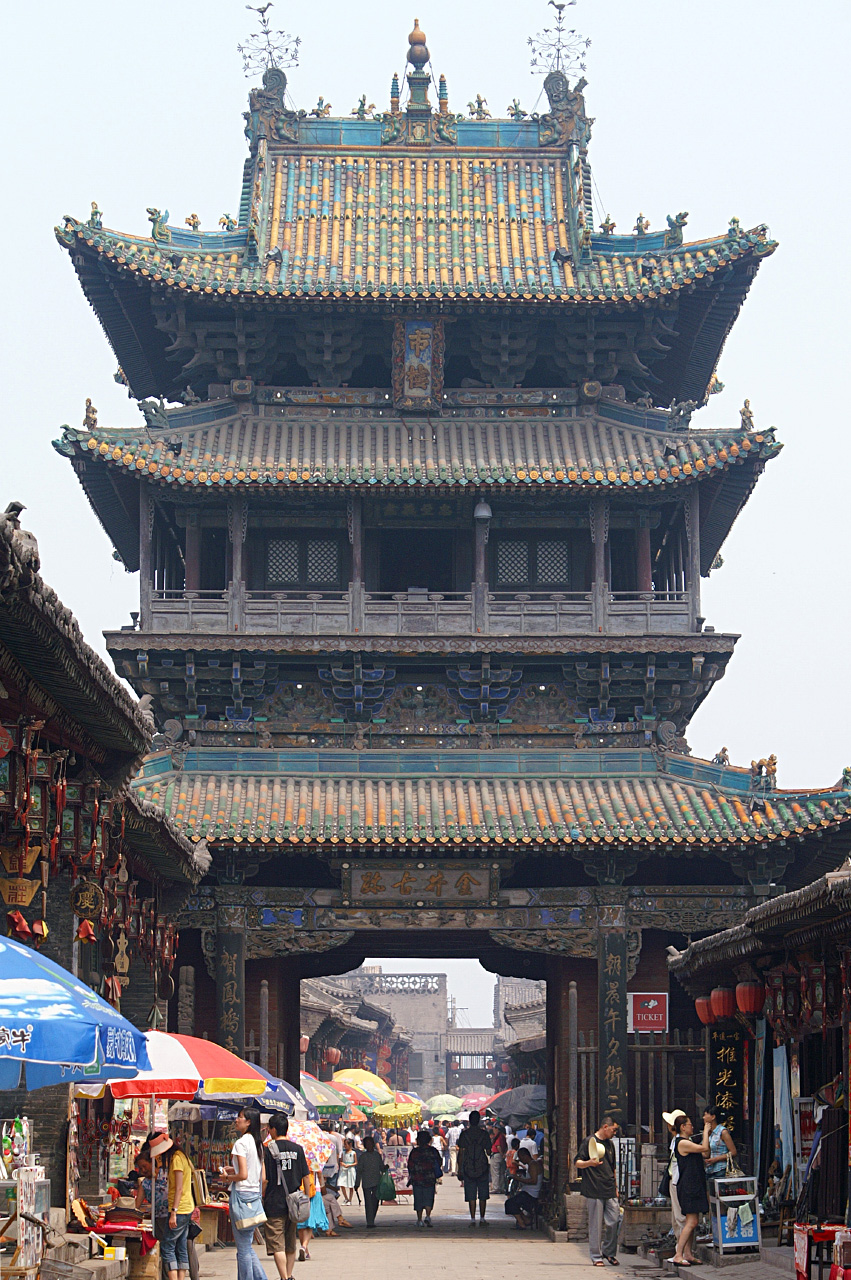
La città di Pingyao, costruita in stile Ming/Qing, nello Shanxi

### Gerarchia
La struttura gerarchica, l'importanza e l'utilizzo degli edifici, nell'architettura tradizionale cinese, dipendono sempre strettamente dal posizionamento degli edifici stessi sui lotti o nei complessi. Gli edifici con porte sul fronte della proprietà sono considerati più importanti di quelli che affacciano sui lati; le costruzioni più lontane dal fronte della proprietà sono le meno importanti.
Tuttavia, gli edifici nella parte posteriore e più privata della proprietà sono tenuti in più alta stima e riservati per i più anziani membri della famiglia, rispetto agli edifici vicino al fronte, che sono tipicamente usati per la servitù. Nei complessi con più corti, il cortile centrale e gli edifici che vi si affacciano sono considerati più importanti di quelli periferici, tipicamente utilizzati come magazzini o per le cucine.

### Geomanzia
L'uso di alcuni colori, numeri e direzioni cardinali riflette la credenza cinese in una sorta di immanenza, nella quale la natura di una cosa può essere interamente contenuta nella sua forma, senza riferimento ad alcun essere evanescente (l'"anima" occidentale). Anche se la tradizione occidentale ha gradualmente messo a punto un discreto corpus letterario al riguardo, poco è stato scritto sul tema in Cina, e il testo più antico, il Kaogongji, non è mai stato contestato. Tuttavia, le idee sull'armonia cosmica e l'ordine della città sono state di solito interpretate al livello più basilare, tanto che una riproduzione della "città ideale" non è mai stata creata. La ricostruzione di Pechino durante il XV e XVI secolo rimane il miglior esempio di pianificazione urbana tradizionale cinese.

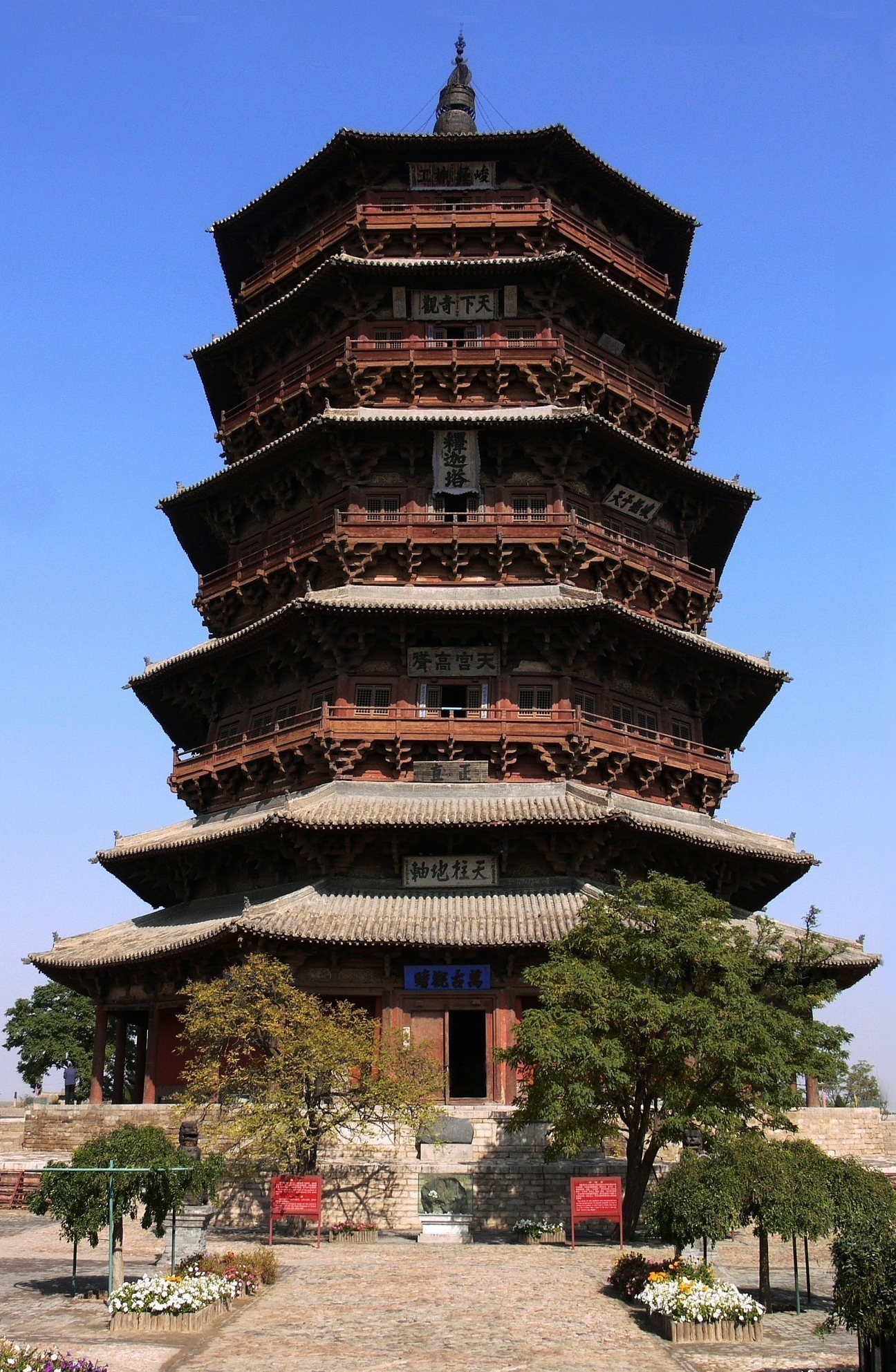
La Pagoda del tempio di Fogong, del 1056 durante la dinastia Liao, è la più antica pagoda esistente interamente in legno

## Costruzione

### Struttura
Nell'architettura cinese è tipico l'utilizzo della facciata continua, che delimita gli ambienti lasciando il compito strutturale ai supporti lignei, i quali sorreggono anche i tetti. Le strutture lignee sono solitamente lasciate in vista e decorate variamente.
I tetti piani sono piuttosto inusuali, al contrario di quelli inclinati, quasi onnipresenti. Le tipologie più comuni sono 3: tetto con una singola inclinazione, il più economico e diffuso nelle costruzioni comuni; tetto con più inclinazioni, usato nelle abitazioni più prestigiose; tetto ricurvo, con le falde che risalgono, adoperato quasi esclusivamente in templi e palazzi.

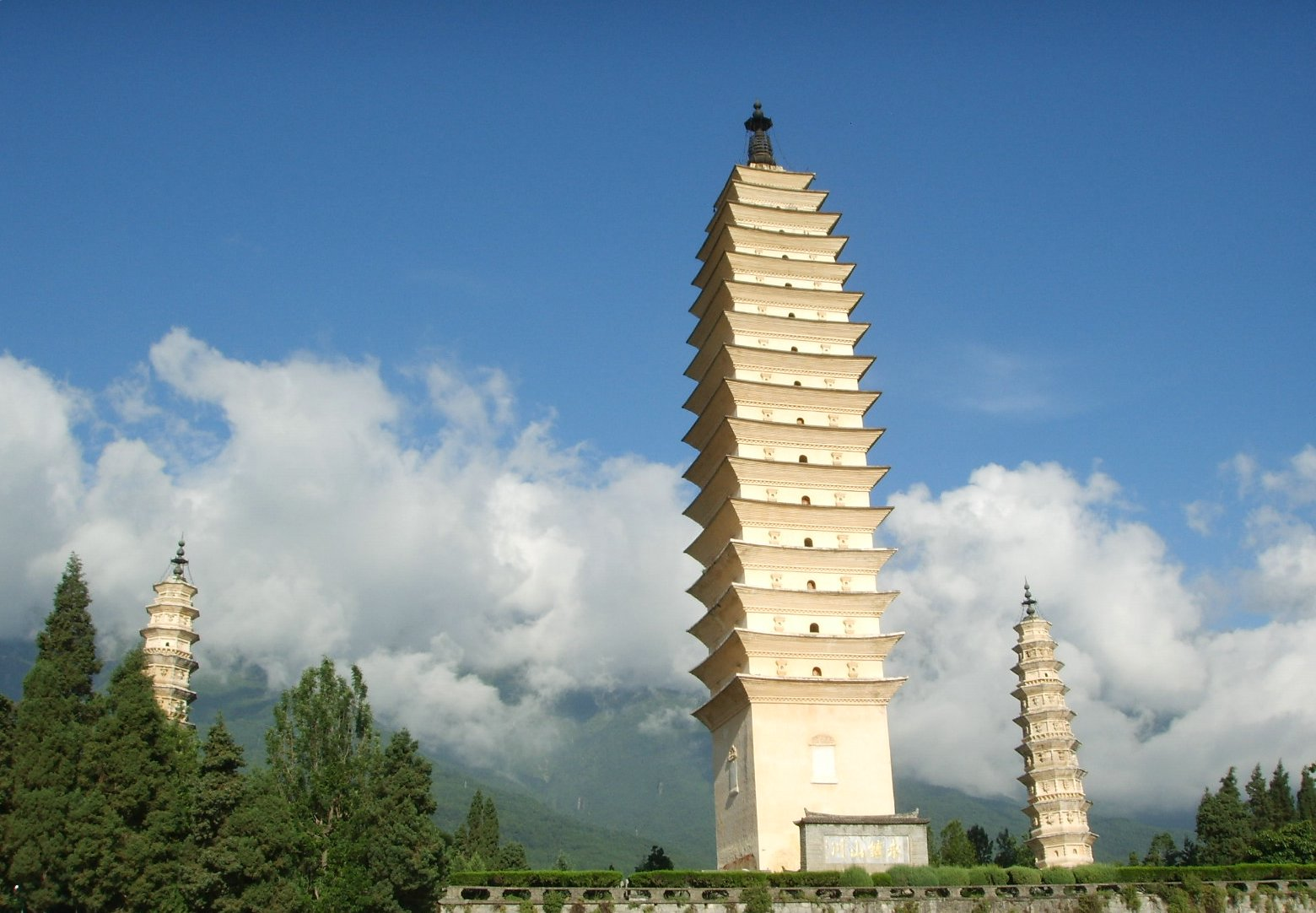
Le Tre Pagode del Tempio dell'Ammirazione Divina a Dali, Yunnan, costruite tra il XI e il X secolo

### Materiali e storia
A differenza di altri materiali, le antiche strutture in legno spesso non sono sopravvissute perché più vulnerabili agli agenti atmosferici e agli incendi e perché sono marcite naturalmente nel corso del tempo. Dalla Dinastia Tang (618-907) in poi l'uso di mattoni e pietra divenne gradualmente più comune e sostituì gli edifici in legno: ci sono arrivate così costruzioni pregiatissime, come il Ponte di Zhaozhou, completato nel 605 o la Pagoda Xumi, costruita nel 636.
Agli inizi del XX secolo non era sopravvissuto alcun edificio interamente in legno risalente alla dinastia Tang, il più antico ritrovato era il padiglione Guanyin presso il monastero Dule, datato 984, durante la dinastia Song. Successivamente alcuni storici cinesi (Liang Sicheng, Lin Huiyin, Mo Zongjiang, Ji Yutang) hanno scoperto che la sala orientale del tempio Foguang, sul monte Wutai nello Shanxi era databile all'857. La più antica pagoda a più piani in legno ancora superstite è la pagoda del tempio Fogong.
Anticamente le mura e le fondazioni erano principalmente in terra battuta, ma anche qui col tempo i mattoni e la pietra hanno avuto il sopravvento.

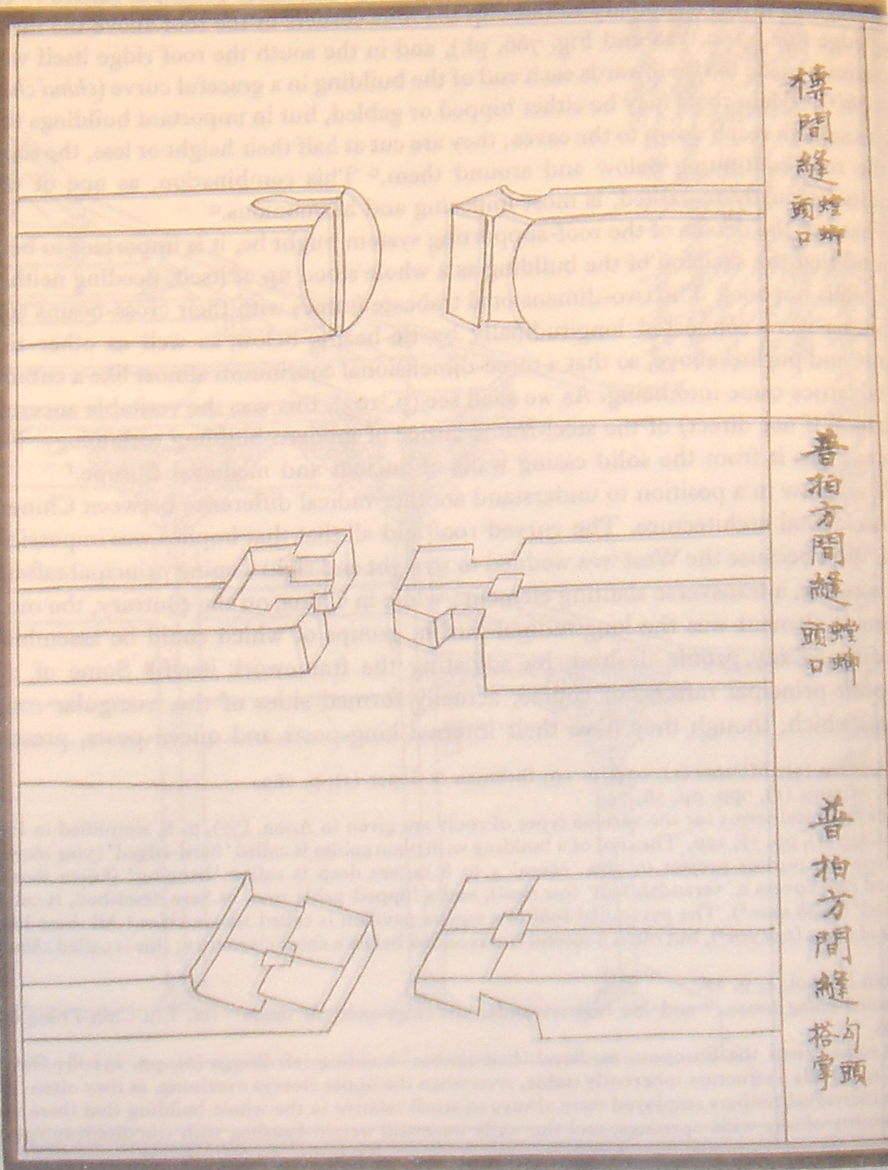
Tenoni e mortase, dal manuale di costruzioni Yingzao Fashi di Li Jie, stampato nel 1103.

## Classificazione delle strutture
La classificazione cinese degli elementi architettonici include:
- 樓 （楼） lou (edifici a più piani)
- 台 tai (terrazza)
- 亭 ting (padiglione)
- 閣 （阁） ge (padiglioni a due piani)
- 塔 ta (pagode cinesi)
- 藻井 cassettoni
- 軒 （轩） xuan (veranda)
- 榭 xie (padiglione)
- 屋 wu (camere)
- 斗拱 dougong

## Tipologie architettoniche

### Popolare

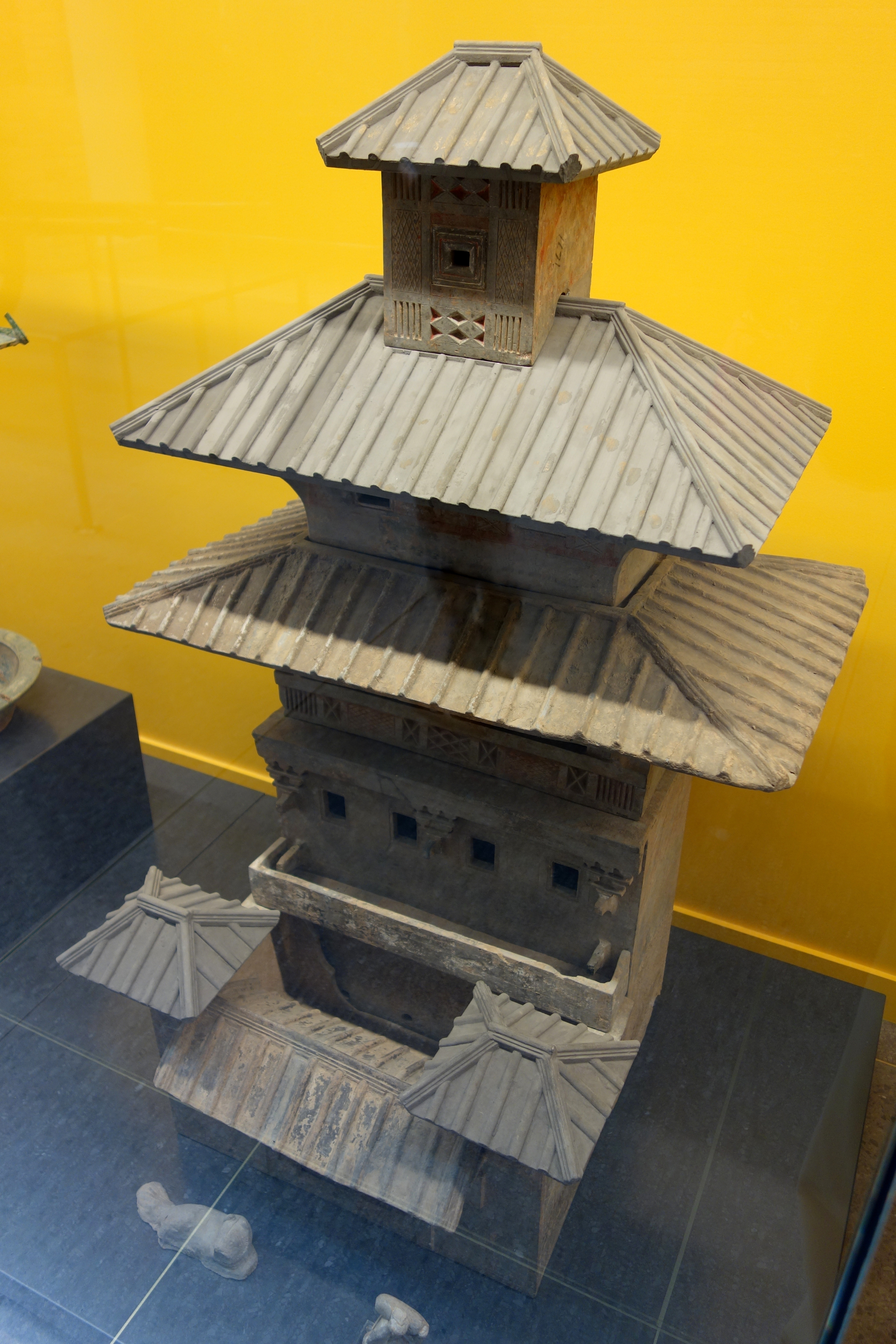
Modellino in ceramica funebre (mingqi) risalente agli Han Occidentali, ritraente un'abitazione dell'epoca. Museo Reale dell'Ontario.

Le case della gente comune - burocrati, commercianti o agricoltori - tendono a seguire un modello stabilito: al centro della costruzione si trova un santuario per la divinità e gli antenati, usato durante le feste. Ai lati si trovano le camere da letto per gli anziani; mentre le due ali dell'edificio sono destinate ai membri più giovani della famiglia, così come al salotto, alla sala da pranzo, e alla cucina, anche se talvolta il salotto si trova molto vicino al centro dell'edificio.
Talvolta le famiglie allargate diventavano così grandi che era richiesta la costruzione di una o due coppie di "ali" extra. Ciò dava all'edificio una forma a U, con un cortile anteriore utilizzato per i lavori agricoli; mercanti e burocrati, tuttavia, preferivano di norma chiudere il fronte con un imponente cancello. Tutti gli edifici erano regolamentati dalla legge, che stabiliva che il numero di piani, la lunghezza del fabbricato e i colori utilizzabili, a seconda della classe sociale del proprietario.

### Imperiale

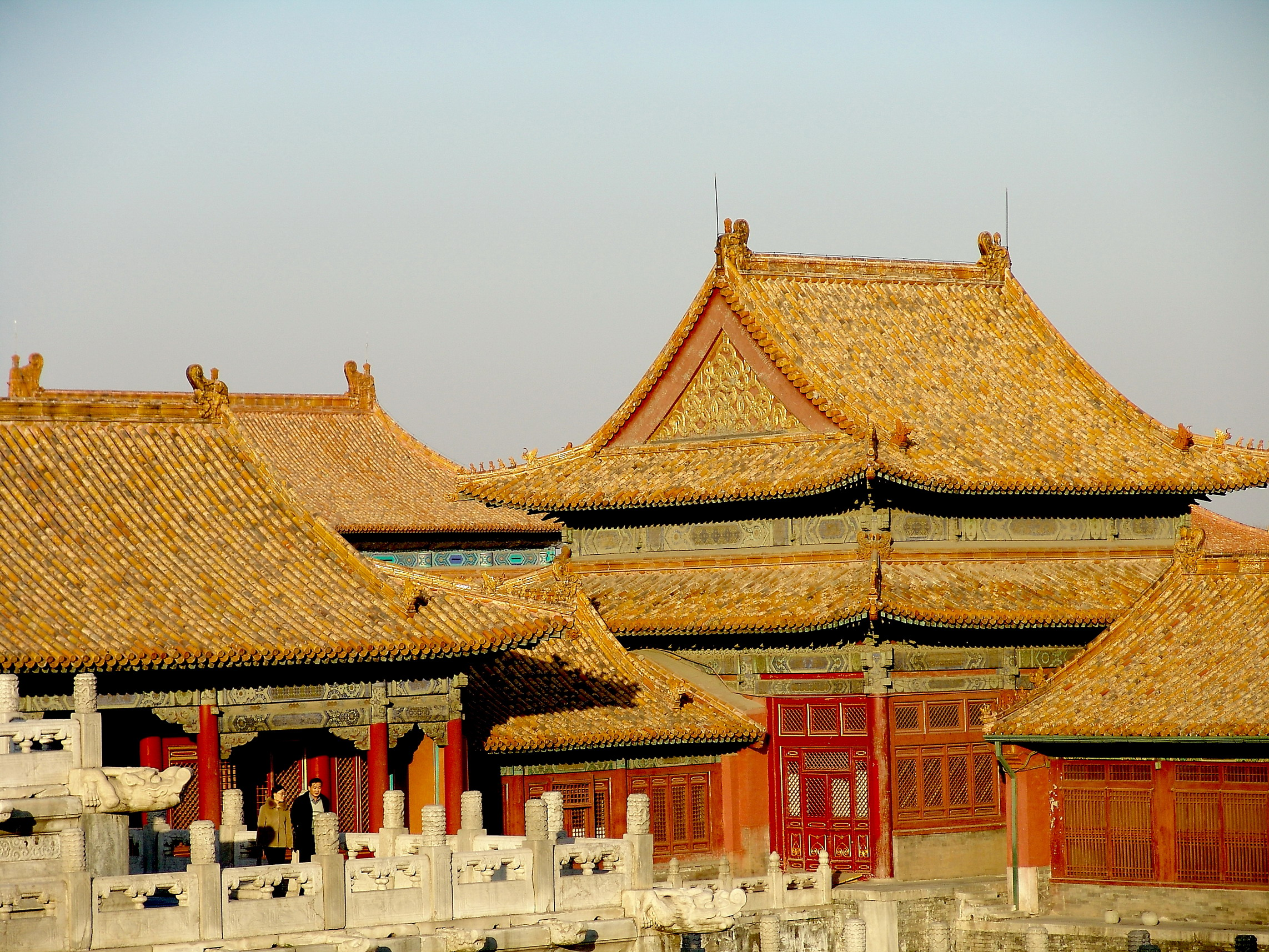
I tetti di tegole gialle e le mura rosse della Città proibita.

Esistono alcuni elementi architettonici che sono stati riservati esclusivamente per gli edifici costruiti per l'imperatore della Cina. Un esempio sono le tegole di colore giallo; il giallo era il colore imperiale, e le tegole gialle adornano ancora la maggior parte degli edifici all'interno della Città Proibita. Il Tempio del Cielo, tuttavia, utilizza tegole blu, a simboleggiare, appunto, il cielo. I tetti sono quasi sempre sostenuti da mensole ("dougong"), una caratteristica condivisa solo con i maggiori edifici religiosi. Le colonne di legno degli edifici, così come la superficie dei muri, sono tendenzialmente di colore rosso. Il nero è invece usato spesso nelle pagode, per via della credenza che vuole le divinità attratte da questo colore.
Il drago cinese, emblema riservato all'imperatore, era molto utilizzato nell'architettura regale, ad esempio su tetti, travi e pilastri, e sulle porte. Solo gli edifici utilizzati dalla famiglia imperiale potevano avere nove Jian (间, intercolunni); e solo le porte usate dall'imperatore potevano avere cinque archi, con quello centrale riservato all'imperatore stesso. Gli edifici affacciavano a sud, perché al nord spirava un vento freddo.

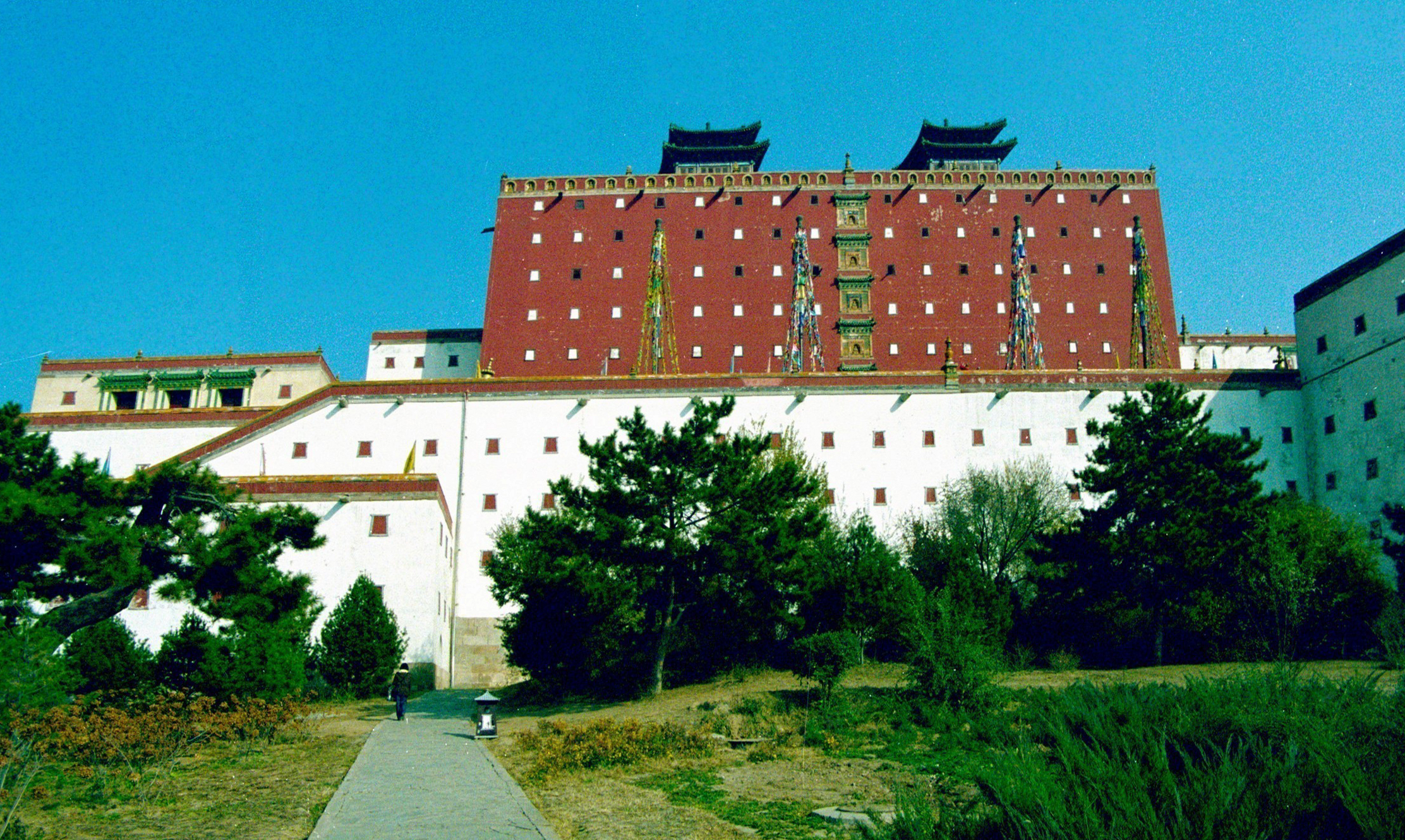
Il tempio Putuo Zongcheng, fusione degli stili cinese e tibetano.

Pechino divenne la capitale della Cina dopo l'invasione mongola del XIII secolo, completando la migrazione verso est della capitale cinese iniziato durante la dinastia Jin. L'ascesa dei Ming nel 1368 riaffermò l'autorità cinese e fissò a Pechino la sede del potere imperiale per i successivi cinque secoli. L'imperatore e l'imperatrice vivevano nei palazzi sull'asse centrale della Città Proibita, il principe ereditario sul lato orientale, e le concubine nella parte posteriore. Tuttavia, durante la metà della dinastia Qing, la residenza dell'imperatore venne spostata sul lato occidentale del complesso.
La numerologia ha fortemente influenzato l'architettura imperiale, e si ritrova ad esempio nell'uso del nove in molte costruzioni (il nove è ritenuto essere il numero migliore), ed è questa la ragione per cui la Città Proibita di Pechino è detta avere 9999,9 camere - appena al di sotto delle mitiche 10000 camere in cielo. L'importanza dell'oriente (la direzione del sole che sorge) nell'orientare e posizionare gli edifici imperiali è una forma di culto solare comune a molte antiche culture.
Le tombe e i mausolei dei membri della famiglia imperiale, come ad esempio le tombe della dinastia Tang dell'VIII secolo, presso il Mausoleo Qianling, possono anche essere considerati come parte della tradizione architettonica imperiale. Questi tumuli di terra e piramidi posti sopra il livello del suolo con strutture con pozzi e volte sotterranee risalgono almeno al periodo dei regni combattenti.

### Religiosa

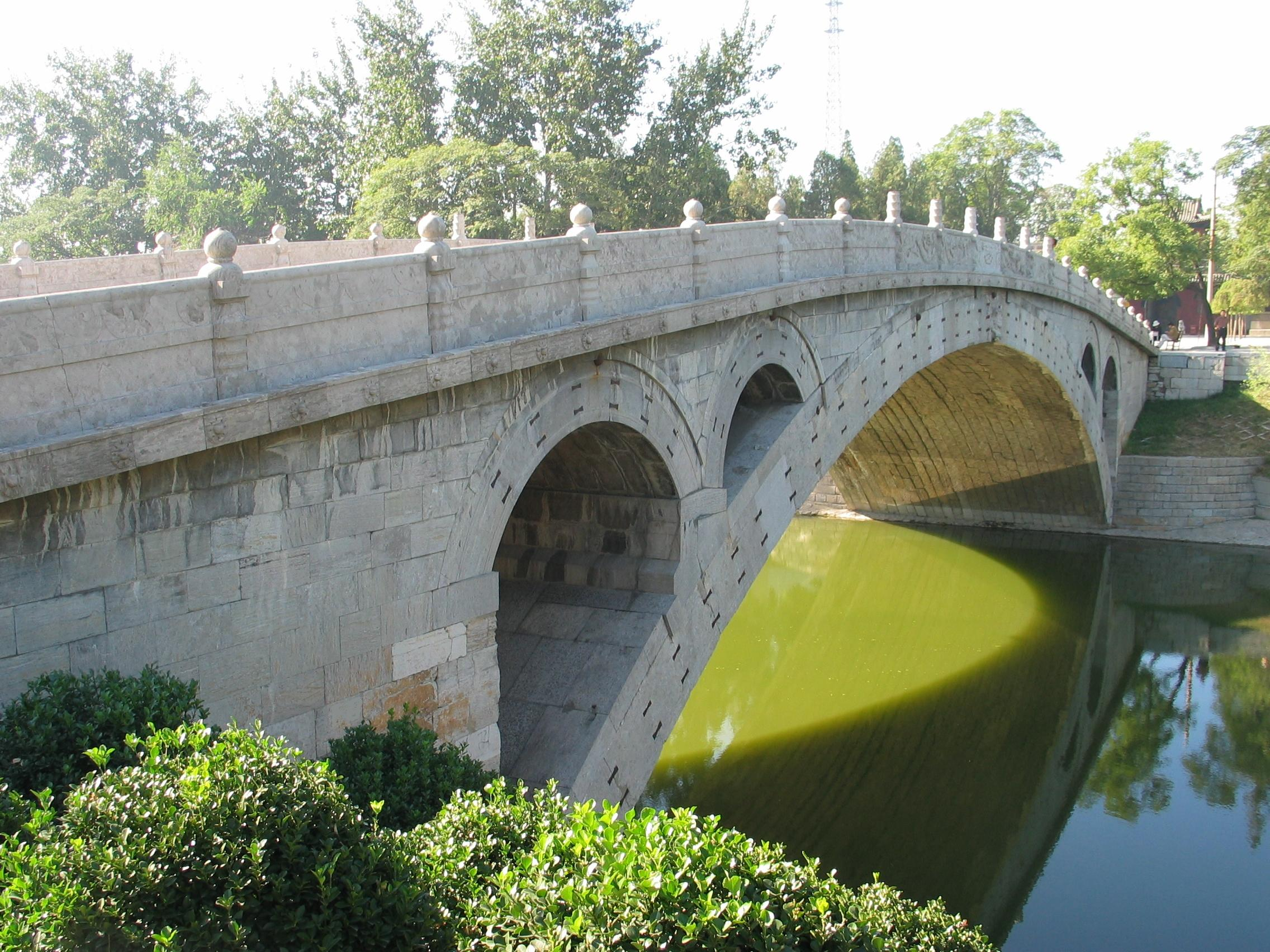
Il ponte di Zhaozhou

In linea generale, l'architettura buddista segue le stile imperiale. I grandi monasteri buddisti, di norma, hanno una sala d'ingresso dove si trova la statua di un Bodhisattva, seguita da un grande salone, ospitante le statue del Buddha. Gli alloggi per i monaci e le monache si trovano ai lati. Alcuni dei più grandi esempi di questo stile provengono dai templi di Puning e Putuo Zongcheng, del XVIII secolo. I monasteri buddisti presentano talvolta delle pagode (stupa), che possono ospitare le reliquie del Gautama; le pagode più antiche tendono ad avere quattro lati, mentre le successive sono solitamente ottagonali.
L'architettura taoista, d'altro canto, segue di solito lo stile popolare. L'ingresso principale è situato a lato, per timore dei demoni che potrebbero cercare di entrare nell'edificio. In contrasto con i buddisti, in un tempio taoista la divinità principale è situata nella sala principale anteriore, le divinità minori, nelle sale retrostanti e ai lati.
La più alta costruzione (non moderna) in Cina è stata edificata sia a fini religiosi che marziali. Si tratta della Pagoda Liaodi del 1055, che raggiunge un'altezza di 84 m, e anche se era stata costruita come pagoda di coronamento del monastero Kaiyuan nella vecchia Dingzhou, Hebei, in seguito venne usata anche come torre di guardia dai soldati della dinastia Song per osservare i movimenti nemici della dinastia Liao.